# Santa Maria in Cacabaris
Santa Maria in Cacabaris, även benämnd Santa Maria dei Calderari, var en kyrkobyggnad i Rom, helgad åt den heliga Jungfru Maria och särskilt åt hennes Obefläckade Avlelse. Den var belägen vid Via di Santa Maria de' Calderari i Rione Regola. Tillnamnet ”Cacabaris” syftar på de hantverkare som tillverkade och reparerade cacabi (av latinets cacabus, ”kokkärl”) eller caldaie, en typ av kopparkittel; dessa hantverkare hade sina bodar i området.

## Historia
Kyrkan uppfördes sannolikt under högmedeltiden. Den nämns i en bulla promulgerad 1186 av påve Urban III; bullan uppräknar den bland filialerna till församlingskyrkan San Lorenzo in Damaso. Därtill förekommer den i Catalogo di Cencio Camerario, en förteckning över Roms kyrkor sammanställd av Cencio Savelli år 1192 och bär där namnet sce. Marie Cacabari samt i Il catalogo Parigino (cirka 1230) som s. Maria de Caccabariis, i Il catalogo di Torino (cirka 1320) som Ecclesia sancte Marie de Cacchabariis och i Il catalogo del Signorili (cirka 1425) som sci. Salvatoris de Catthabariis.
Kyrkan överläts 1599 åt lumphandlarnas skrå, Confraternita dei Rigattieri. Senare förlänades kyrkan åt tapetserarnas skrå, Confraternita dei Materassari, och slutligen, 1662, åt kuskarnas skrå, Confraternita dei Cocchieri.
Kyrkan Santa Maria in Cacabaris revs år 1881 i samband med omändringar i stadsbilden, bland annat anläggandet av genomfartsleden Via Arenula.
Kyrkan hade en rektangulär grundplan och två sidokapell. Högaltaret var invigt åt Jungfru Marie himmelsfärd; det hade tillkommit under påve Paulus III:s pontifikat (1534–1549).

## Bilder
| - Santa Maria in Cacabaris (nummer 181 vid den röda pilen) på Giovanni Battista Faldas karta över Rom från år 1676. |